# Unternehmenskrise
Unternehmenskrise ist die Phase eines Unternehmens, in der seine Funktionsfähigkeit und Stabilität beeinträchtigt ist und die Gefahr eines Unternehmenszusammenbruchs (Insolvenz) droht.

## Allgemeines
Unter einer Unternehmenskrise wird in der Unternehmensführung eine Gefährdung des Fortbestehens eines Unternehmens oder eines wesentlichen Geschäftsbereichs verstanden. Es befindet sich in einer Krise, die nur durch ein systematisches Krisenmanagement zu bewältigen ist. Für Außenstehende spürbar wird dies vor allem auf dem Markt, wo das krisenbehaftete Unternehmen sein bisheriges Marktverhalten nicht fortsetzen kann und zum Grenzanbieter wird.
Die ständige Rechtsprechung des Bundesgerichtshofs (BGH) zur Problematik des Eigenkapitalersatzes bei der GmbH hat den Krisenbegriff mit der Kreditwürdigkeit eines Unternehmens verbunden. Danach handelt es sich um eine Krise, wenn ein außenstehender, vom betroffenen Unternehmen unabhängiger Dritter keinen Kredit mehr zu marktüblichen Bedingungen gewähren würde und ohne Kapitalzufuhr das Unternehmen hätte liquidiert werden müssen. Diese juristische Definition des Begriffs der Unternehmenskrise ist inhaltlich nicht weit entfernt von der betriebswirtschaftlichen. Eine einheitliche Definition wurde bisher nicht gefunden, doch gehen bisherige Definitionsversuche häufig von gemeinsamen Begriffsinhalten aus. So versteht Gerhard Aschinger unter dem allgemeineren Begriff der ökonomischen Krise Ereignisse bzw. Entwicklungen, welche die Funktionsfähigkeit und Stabilität von Wirtschaftseinheiten beeinträchtigen und bei denen die Gefahr eines Unternehmenszusammenbruchs besteht. In Anlehnung an Lähn, der auf die etymologischen Wurzeln des Begriffs „Krise“ zurückzugreifen versucht, handelt es sich bei einer Unternehmenskrise um eine schwierige Situation oder Zeit, die den Höhepunkt oder Wendepunkt einer gefährlichen Entwicklung darstellt, der durch eine Veränderung der Unternehmenslage ausgelöst wird. Unternehmenskrise wird in der Literatur allgemein in Zusammenhang gebracht mit der Gefahr einer Insolvenz.

## Häufige Krisenursachen
Werden die Insolvenzursachen von Unternehmen in Deutschland untersucht, so lassen sich Rückschlüsse ziehen auf die vorangegangenen Unternehmenskrisen. Insolvenzen sind insoweit ein sicheres Anzeichen dafür, dass es nicht gelungen ist, eine Unternehmenskrise zu überwinden. Hierbei kann zwischen internen und exogenen sowie zwischen unternehmensbedingten und privat bedingten Krisenursachen unterschieden werden.

### Exogene Faktoren
Die Kreditversicherung Euler Hermes hat festgestellt, dass in 82 % der Fälle die Zahlungsmoral der Kunden für die krisenhafte Entwicklung eines Unternehmens verantwortlich war, 81 % nannten das geltende Arbeits- und Sozialrecht als wesentliches Hindernis, und die verschärften Bankenrichtlinien (Solvabilitätsverordnung) wurden immerhin zu 60 % genannt. Als Worst Case ist der „schwarze Schwan“ zu nennen.

### Intern bedingte Unternehmenskrisen
Euler Hermes zufolge stuften 71 % der Insolvenzverwalter als wichtigste Insolvenzursache Mängel in der Geschäftsführung der betroffenen Unternehmen ein.
Im Detail lagen folgende Insolvenzursachen zugrunde:
- Fehlendes Controlling: 79 %
- Finanzierungslücken: 76 %
- Unzureichendes Debitorenmanagement: 64 %
- Autoritäre, rigide Führung: 57 %
- Mangelhafte Transparenz und Kommunikation: 44 %

### Unternehmensbedingte Ursachen
Die Creditreform hat ermittelt, dass 71,4 % aller Insolvenzen auf Managementfehler, 34,4 % aller Insolvenzen auf die Bereiche Absatz/Auftragslage/Konkurrenz und 20,2 % aller Insolvenzursachen auf Finanzierungsprobleme zurückzuführen waren. Krisenanfälligkeit wird zudem durch die Unternehmensgröße und das Unternehmensalter beeinflusst. Das Unternehmensalter hat deshalb Auswirkungen auf die Insolvenzquote, weil gerade in den ersten Jahren häufig selbst erspartes Eigenkapital und Kapital durch Gläubiger wie Banken und private Anleger vorhanden ist. In den ersten Jahren wird dieses investiert, um neue Erträge zu generieren, die den Geschäftsbetrieb aufrechterhalten sollen. Arbeitet das Unternehmen nicht wirtschaftlich, so wird zu wenig Umsatz für das weitere Überleben und Aufrechterhaltung des Geschäftsbetriebes generiert. Die Kapitalreserven sind nach kurzer Zeit aufgebraucht, sodass das Unternehmen in die Krise gerät. Erschwerend wirken sich besondere Kapitalgeberstrategien, wie beispielsweise die der Business Angels aus, die eine Exit-Strategie verfolgen und daher ihr Geld nur begrenzt für den Zeitraum von drei bis fünf Jahren zur Verfügung stellen. Anschließend ziehen diese das Kapital aus den Start-Ups, die ohne gutes Geschäftskonzept und Beleg des Erfolges durch bestimmte Kennzahlen wie ROI oder Cash-Flow keine neuen Anleger finden.
Die Gefahr, dass Kleinstunternehmen (Umsatz bis € 500.000) insolvent werden, liegt in Deutschland bei 60,3 %, und 46,8 % aller Unternehmen mit einem Alter von bis zu sechs Jahren gehen pleite. Auch die Rechtsform spielt bei der Insolvenzursache eine Rolle. Insgesamt entfallen 48,5 % aller Pleiten auf kleine Gewerbebetriebe/Freiberufler, rückläufig ist die Zahl der GmbH mit immerhin noch 39,8 % aller Insolvenzen. Im Mittelstand sind gerade einmal 19,9 % aller Unternehmen mit einer Eigenkapitalquote von mehr als 30 % ausreichend kapitalisiert.

### Private Ursachen
Private Krisen, über die es ersichtlich keine näheren statistischen Erhebungen im Rahmen von Insolvenzanalysen gibt, wirken sich oft auf das Unternehmen aus, insbesondere wenn die Privatsphäre unmittelbar in das Unternehmen hineinreicht. Das ist der Fall bei Ehegatten- oder sonstigen Verwandtenbeziehungen im Gesellschafter- und/oder Geschäftsführungskreis; hierhin gehören auch ungeklärte Nachfolgeprobleme bei Familienunternehmen. Private Krisensituationen (wie Trennungen, Scheidungen, Folgen von Unfällen bzw. schweren Erkrankungen und Todesfälle) können dann über die Verflechtungen zum Unternehmen in dieses hineinwirken. Typischer Fall ist die Ehescheidung, die wiederum Ausgleichszahlungen auslösen kann, durch die ein nicht mehr finanzierbarer Liquiditätsengpass im Unternehmen entstehen kann.

## Krisenursachen und idealtypischer Ablauf von Unternehmenskrisen
Das Institut der Wirtschaftsprüfer nennt in seinem Standard Anforderungen an Sanierungskonzepte (IDW S 6) folgende Ursachen für Sanierungsbedarf, die zumeist auch in dieser zeitlichen Abfolge auftreten (wobei nicht alle Stadien in jedem Sanierungsfall vorkommen müssen):
- Stakeholderkrise: Grundsätzliche Meinungsverschiedenheiten unter den Stakeholdern verursachen Effizienzverluste, wichtige Entscheidungen werden verzögert oder gar nicht getroffen. Das Führungsverhalten wird nachlässig, das Leitbild des Unternehmens wird aus den Augen verloren. Allerdings ist den Beteiligten hier zumeist noch nicht bewusst, dass eine Unternehmenskrise vorliegt.
- Strategiekrise: Führungsschwäche und interne Uneinigkeit führen dazu, dass die strategische Ausrichtung des Unternehmens unklar wird, wichtige Wettbewerbsvorteile nicht ausreichend genutzt und forciert werden. Neue Entwicklungen auf den relevanten Märkten werden nicht erkannt und das Unternehmen reagiert nicht auf veränderte Rahmenbedingungen. Eindeutiges Kennzeichen der Strategiekrise sind sinkende Marktanteile.
- Produkt- und Absatzkrise: In diesem Stadium sinkt der Absatz der Produkte auch in absoluten Zahlen. Das Unternehmen konzentriert sich nicht ausreichend auf jene Produkte und Kunden, bei denen ausreichende Deckungsbeiträge erzielt werden können; hinzu kommen Schwächen in Produktqualität/Dienstleistungsqualität, Marketing und Vertrieb.
- Erfolgskrise: Die Erfolgskrise folgt auf die Produkt- und Absatzkrise, sofern keine ausreichenden Maßnahmen zu ihrer Behebung getroffen wurden. Die Ergebnisse des Unternehmens verschlechtern sich und werden negativ, das Eigenkapital wird nach und nach aufgezehrt. Dauert die Erfolgskrise an, ist das Unternehmen nicht mehr in der Lage, die notwendigen Mittel für eine Sanierung selbst aufzubringen. Eine akute Insolvenzgefahr besteht in der Regel aber noch nicht.
- Liquiditätskrise: Eine Liquiditätskrise liegt vor, wenn eine konkrete und akute Gefahr der Zahlungsunfähigkeit besteht. Es liegt zu diesem Zeitpunkt bereits eine sehr ungünstige Finanzierungsstruktur vor (viel kurzfristiges oder fälliges Fremdkapital, fehlende Fristenkongruenz, geringe Eigenkapitalquote), und die früheren Erfolgsfaktoren des Unternehmens sind nicht mehr wirksam. Die Leistungsfähigkeit ist stark eingeschränkt.

Alexander Schaeffs Krisenverlaufsmodell (2024) beschreibt jede Unternehmenskrise dagegen als Abfolge von drei Phasen: In der Stabilitätsphase laufen Geschäfte planmäßig, doch strategische Versäumnisse legen unbemerkt den Grundstein für spätere Probleme. In der anschließenden Fehlerphase wirken diese Versäumnisse zunächst verdeckt, ehe Kennzahlen, Kundenverluste oder steigende Fluktuation die Abweichungen offenlegen. Erreicht das Management den Erkenntniszeitpunkt, beginnt die Maßnahmenphase, in der Qualität und Konsequenz der Gegenmaßnahmen über den weiteren Verlauf entscheiden.

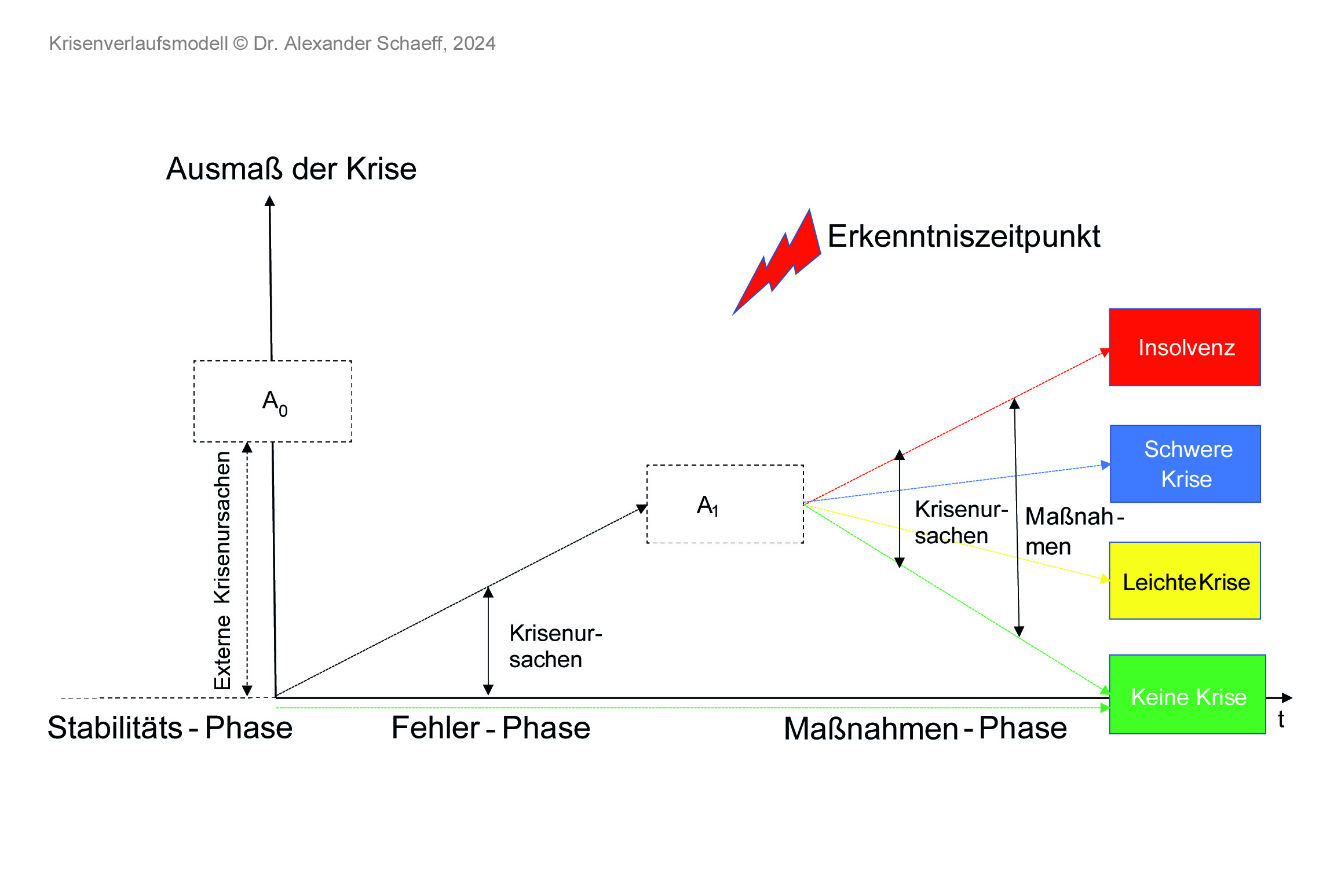
Das Krisenverlaufsmodell von Alexander Schaeff zeigt die Phasen einer Unternehmenskrise an.

Ab diesem Punkt lassen sich vier typische Pfade beobachten: 
- Grüner Pfad – keine oder früh behobene Fehler; das Unternehmen bleibt stabil bzw. verlässt die Krise vollständig
- Gelber Pfad – wirksame Maßnahmen stabilisieren das Unternehmen; leichte Krise mit guten Aussichten auf vollständige Wiederherstellung
- Blauer Pfad – Maßnahmen fehlen oder scheitern; Überleben nur durch Notverkauf oder Eigentümerwechsel

- Roter Pfad – keine geeigneten bzw. umgesetzten Maßnahmen; führt in die Insolvenz

## Schäden durch Unternehmenskrisen
Creditreform hat vorgerechnet, dass die volkswirtschaftlichen Schäden aller Unternehmensinsolvenzen im Jahre 2004 bei € 39,4 Mrd. lagen, wovon € 11,9 Mrd. auf die öffentliche Hand entfielen. Das bedeutet, dass je insolventes Unternehmen Forderungen in Höhe von durchschnittlich € 606.000 durch dessen Gläubiger abzuschreiben waren. Grund hierfür ist vor allem, dass die Insolvenzquote im Durchschnitt zwischen 3 und 5 % liegt, ein ungesicherter Gläubiger mithin in einer Insolvenz erwarten darf, dass aus der Insolvenzmasse ihm maximal 5 % seiner Forderungen zurückgezahlt werden können.

## Krisenverhinderung
Hierbei ist zunächst zu klären, in welchem Stadium sich eine Unternehmenskrise befindet. Unternehmen durchleben normalerweise drei kritische Phasen. Nach Gründung, Wachstumsfinanzierung und Unternehmensnachfolge ist die Prävention und Bewältigung von Unternehmenskrisen allerdings nicht selten die vierte kritische Phase im Lebenszyklus eines Unternehmens. Jede dieser Phasen ist einem der nachfolgenden Krisenstadien zuzuordnen. Hierfür werden Entscheidungen gefordert, die auf fundierten betriebswirtschaftlichen Grundlagen beruhen und der Unternehmensführung eine frühzeitige Wahrnehmung von Krisenursachen ermöglichen. Sind die Krisenursachen bekannt, müssen sie mit einem adäquaten Sanierungskonzept konsequent implementiert und dessen Durchführung durch Controlling permanent überwacht werden. Es gilt, das Lebenswerk und das Vermögen des Unternehmers, aber auch die mit dem Unternehmen verbundenen Arbeitsplätze, zu erhalten. Alexander Schaeff hat gezeigt, dass die Ursachen von Krisen häufig vor dem Erkenntniszeitpunkt liegen, also in Zeiten, in denen es Unternehmen gut geht.

### Potenzielle Krise
Bestimmte Entwicklungen in einem Unternehmen zeigen eine Krisengefahr an, die jedoch noch nicht konkret ist. Die Handlungsspielräume sind dann noch relativ groß, Entscheidungsoptionen sind entsprechend breit vorhanden, und Zeitdruck ist noch nicht gegeben.

### Latente Krise
Darunter versteht man das Stadium einer Unternehmenskrise, das durch Warnsignale angedeutet wird. Auch hier sind Handlungsspielräume noch relativ groß, jedoch besteht bereits gewisser Zeitdruck, da bereits lokal begrenzte Warnsignale auf andere Unternehmensbereiche übergreifen könnten.

### Akute Krise
Dieses Krisenstadium hat bereits Außenwirkung, sodass Kunden, Banken und Lieferanten hiervon Kenntnis erlangen und entsprechend reagieren könnten. Unternehmerische Handlungsspielräume sind gegenüber den anderen Krisenstadien deutlich eingeengt, und die Krisenauswirkungen zwingen zu schnellen Handlungen. Besonders tritt dies in Form von mangelnder Liquidität zu Tage, wobei Verbindlichkeiten (z. B. gegenüber Lieferanten oder Kreditinstituten) nicht zeitgemäß oder vollumfänglich befriedigt werden können. Damit wird insbesondere auch das operative Geschäft erschwert, beispielsweise dass Lieferanten nur noch gegen Vorkasse liefern.

## Reaktion auf Krise
Roland Berger hat herausgefunden, dass die Krisenreaktion bei deutschen Unternehmen zu wünschen übrig lässt. Wurde eine Krise erkannt, reagieren 50 % innerhalb von 12 Monaten, im Durchschnitt braucht jedoch das Management sogar 16 Monate, um auf eine Krise zu reagieren. Diese Reaktionszeit ist zu lang, wenn man bedenkt, dass Sanierungsmaßnahmen zusätzlich mit einer Zeitverzögerung von mindestens sechs Monaten wirken. Erfahrungen haben gezeigt, dass sich in einer Unternehmenskrise negative Entwicklungen verschärfen und weitere krisenverstärkende Effekte begünstigen oder auslösen können. So waren 72 % der befragten Insolvenzverwalter der Auffassung, dass Unternehmen den Insolvenzantrag zu spät stellen, und gar 96 % der Insolvenzverwalter hatten von Unternehmern den Eindruck, dass sie vom Prinzip „es wird irgendwie von selbst wieder aufwärts gehen“ leiten lassen. Erste Warnsignale – spätestens im Stadium der latenten Krise – müssen wahrgenommen und aufgegriffen werden. Amerikanische Unternehmer reagieren bereits bei erster Umsatzstagnation, geringen Gewinnrückgängen oder fallenden Cash flows.

## Rechtsfolgen einer Unternehmenskrise
Der Gesetzgeber will Gläubiger auch mit Hilfe des Strafrechts schützen. In der Unternehmenskrise können strafrechtlich relevante Tatbestände durch die Geschäftsführung verwirklicht werden. Während bei der „normalen Betriebsführung“ für den „ehrlichen Unternehmer“ vielleicht eine eher geringe strafrechtliche Gefahr besteht, können in der Unternehmerkrise bereits „kleine“ Vergehen deliktische Tatbestände sein:
- das Verschweigen (oder gar „Schönreden“) der Krisensituation oder der bereits bestehenden Zahlungsunfähigkeit gegenüber einem langjährigen Geschäftspartner (wenn also ein besonderes Vertrauensverhältnis besteht) kann den Betrugstatbestand nach § 263 StGB erfüllen;
- das (auch nur vorübergehende) Einbehalten von Lohnsteuer für Rechnung des Arbeitgebers oder von Beiträgen zur Kranken-, Renten- oder Arbeitslosenversicherung kann den erweiterten Tatbestand der Untreue nach § 266a StGB erfüllen;
- eine krisenverschärfende Rückzahlung eines kapitalersetzenden Gesellschaftsdarlehens an die Gesellschafter kann Untreue nach § 266 StGB sein.

Eine wesentliche Haftungsgefahr droht außerdem für den (Gesellschafter-) Geschäftsführer/Vorstand bei juristischen Personen durch die Pflicht zur Insolvenzanmeldung nach § 15a InsO (§ 61 Abs. 1 GmbHG). Demnach hat der Geschäftsführer im Falle der Zahlungsunfähigkeit oder Überschuldung der juristischen Person unverzüglich, spätestens jedoch innerhalb von drei Wochen seit Kenntnis, einen Insolvenzantrag zu stellen. Geschieht das nicht, droht nach § 84 Abs. 2 GmbHG eine Freiheitsstrafe bis zu drei Jahren oder eine Geldstrafe. Da die Bestimmungen zur Insolvenzantragspflicht in erster Linie die Gläubiger schützen sollen, besteht zudem persönliche und unbeschränkte Schadensersatzpflicht des Geschäftsführers nach § 823 Abs. 2 BGB.
Oft geht mit der Insolvenzverschleppung eine sittenwidrige Schädigung nach § 826 BGB einher. Tatbestand hierfür ist das Verschweigen der positiven Kenntnis des Geschäftsführers von der unmittelbar drohenden Insolvenz wegen Überschuldung der Gesellschaft gegenüber Geschäftspartnern. Neben den Haftungsgefahren durch Insolvenzverschleppung oder sittenwidrige Schädigung besteht auch eine Gefahr durch Verschulden bei Vertragsabschluss. Insbesondere Neugläubiger können sich auf hierauf (nach §§ 241 Abs. 2 in Verbindung mit § 311 Abs. 3 und § 280 BGB) gegen die GmbH berufen, wenn es der Geschäftsführer unterlassen hat, bei Vertragsabschluss auf die krisenhafte wirtschaftliche Lage hinzuweisen. Dem Geschäftsführer ist dabei kein „positives Wissen“ (wie im Falle der sittenwidrigen Schädigung), sondern lediglich ein „Wissenmüssen“, also Fahrlässigkeit nachzuweisen. Vorausgesetzt wird, dass bei Vertragsabschluss entweder ein besonderes persönliches Vertrauen durch den Geschäftsführer in Anspruch genommen wurde oder dieser ein besonderes eigenes wirtschaftliches Interesse am Abschluss des Vertrages hatte.
Zusätzlich zur deliktischen Haftung hat die jüngere Rechtsprechung mit dem Urteil zur „Bremer Vulkan“ auch eine „Verhaltenshaftung des Gesellschafters“ eingeführt, die zusammen mit den Kapitalerhaltungsregeln (§§ 30 ff. GmbHG) zum Gläubigerschutz in der Unternehmenskrise bzw. im Insolvenzfall beitragen soll. Entscheidend sind nicht mehr die beherrschende Stellung eines Gesellschafters (wie z. B. beim Gesellschafter-Geschäftsführer) bei krisenverschärfenden Handlungen, sondern seine Handlungen überhaupt. Bei „existenzvernichtenden Eingriffen“ der Gesellschafter (bzw. des Gesellschafter-Geschäftsführers), die bewusst vorgenommen oder gebilligt wurden und bei denen ein Schaden für die GmbH und die Gläubiger rücksichtslos (grob fahrlässig) in Kauf genommen wurde, soll demnach eine „Durchgriffshaftung wegen Rechtsmissbrauchs“ gelten. In jedem Fall bleibt festzuhalten, dass bei existenzvernichtenden Eingriffen durch die Gesellschafter und/oder die Geschäftsführung – außer möglichen deliktischen Tatbeständen – auch die Bestandsgefährdung alleine eine persönliche Haftung auslösen kann.
Folgen ergeben sich dann für eine Phase, die an die wirtschaftliche Krise bzw. deren insolvenzstrafrechtliche Aufarbeitung anknüpft. In gesellschaftsrechtlichen Gesetzen gibt es Ausschlussgründe (z. B. § 6 Abs. 2 GmbHG), die ein künftiges Tätigwerden verurteilter Gesellschafter/Unternehmer in bestimmten Funktionen verbieten. Schädlich sind folgende Verurteilungen:
- Insolvenzverschleppung (§ 15a InsO)
- falsche Angaben gegenüber dem Registergericht (§ 82 GmbHG bzw. § 399 AktG)
- unrichtige Darstellung (§ 400 AktG, § 331 HGB, § 313 UmwG, § 17 PublG)
- Betrug (§ 263 StGB)
- Computerbetrug (§ 263a StGB)
- Subventionsbetrug (§ 264 StGB)
- Kapitalanlagebetrug (§ 264a StGB)
- Kreditbetrug (§ 265b StGB)
- Untreue (§ 266 StGB)
- Beitragsvorenthaltung (§ 266a StGB)

Diese Tatbestände erweitern das unternehmerische Risiko erheblich. Damit besteht ein unternehmerisches Risiko nicht ausnahmslos aus finanziellen Schäden, Vermögensverlust und möglichen Schadensersatzforderungen, sondern auch in einem rechtlichen Risiko, verurteilt zu werden und danach – zumindest für begrenzte Zeit – nicht mehr unternehmerische Funktionen ausüben zu dürfen.